# Max Dreher

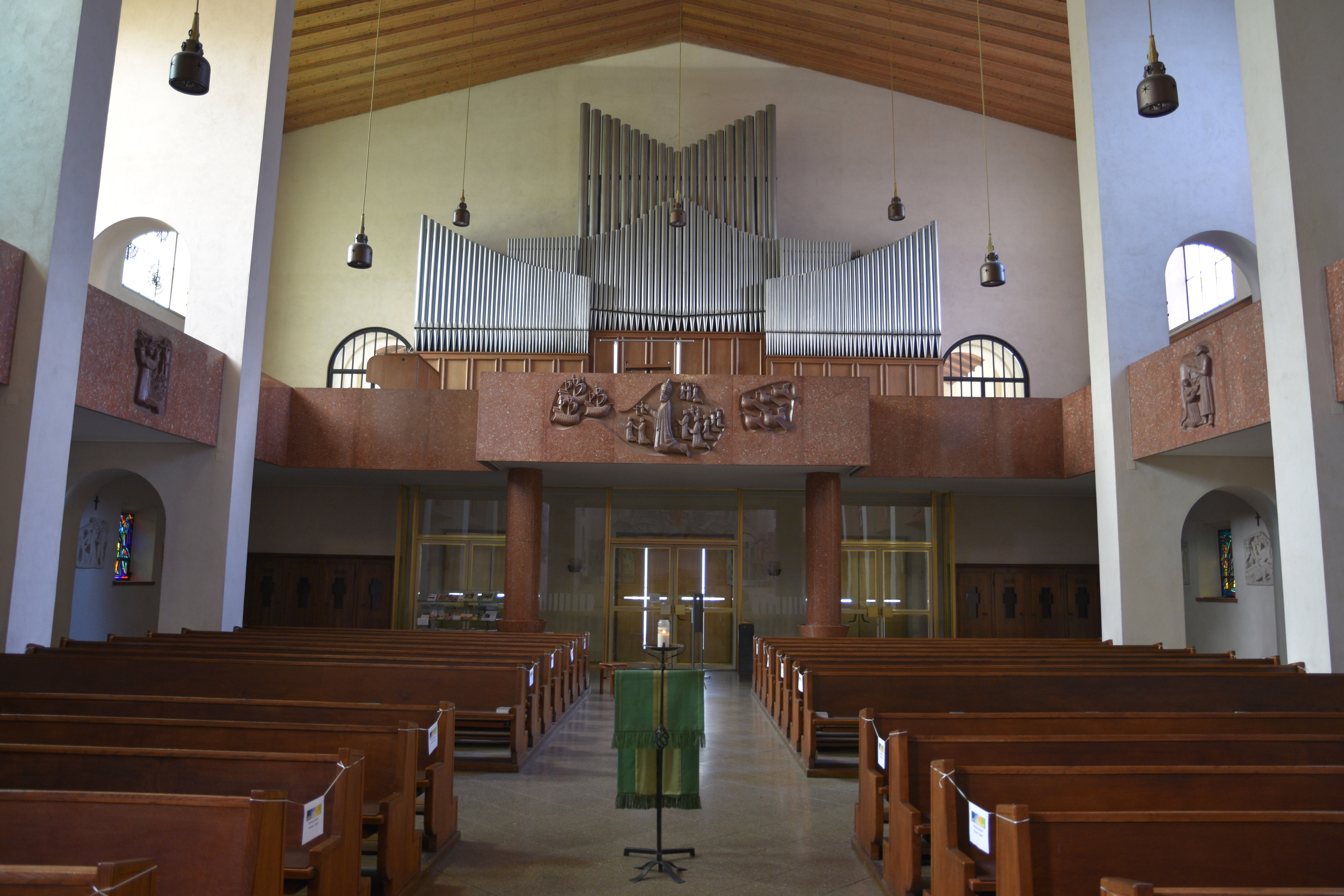
Münzgrabenkirche

Max Dreher (* 27. Mai 1886 in Hausen am Tann; † 27. November 1967 in Salzburg) arbeitete ab 1916 im Land Salzburg als Orgelbauer.

## Leben

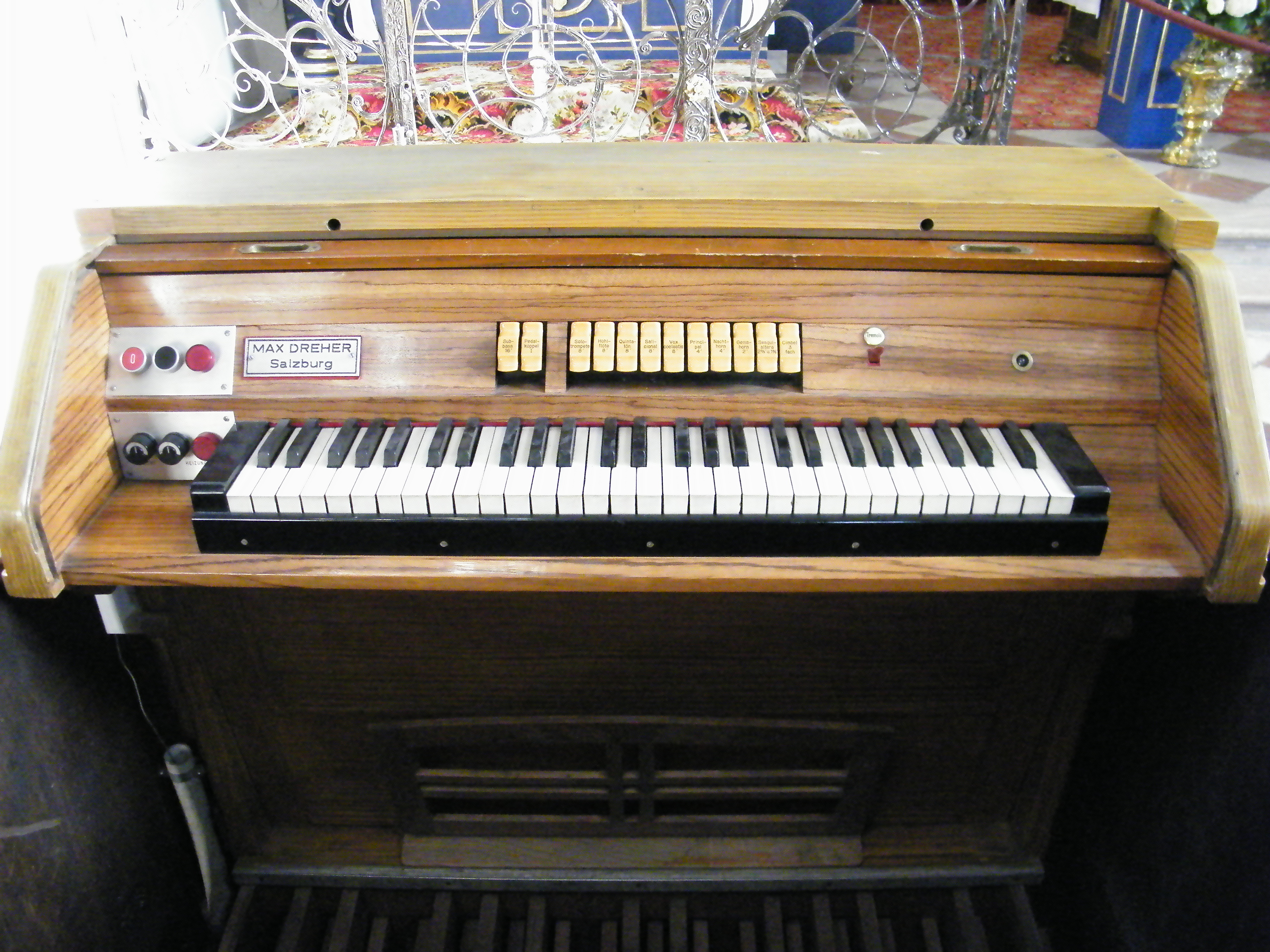
Dreher-Spieltisch, Maria Plain 1939

Max Dreher wurde als Sohn des Volksschullehrers und Organisten Jakob Dreher in Hausen am Tann, am Rand der Schwäbischen Alb, geboren. Zuerst erlernte er das Tischlerhandwerk, dann kam er in die Lehre bei Orgelbauer Xaver Mönch in Überlingen. 1905 legte er in Konstanz die Gesellenprüfung ab, danach versuchte er, bei verschiedenen Orgelbauern Erfahrungen zu sammeln: 1909 und 1910 bei Goll & Cie. in Luzern, dann in der Klavierfabrik Haegele & Co. in Aalen (gegründet von Heinrich Haegele 1846, 1981 von Euterpe übernommen), bei Röwer in Straßburg (Ernst Röver ?), und schließlich ging er 1911 für fünf Jahre zum Zweigbetrieb der Fa. H. Koulen & Sohn nach Augsburg, wo er die Meisterprüfung als Orgelbauer ablegte.
1916 zog er nach Salzburg und trat als Gesellschafter in die Firma Matthäus Mauracher II. ein, am 15. Oktober 1917 wurde er Teilhaber bei Hans Mertel in Gnigl, die so entstandene Orgelbauwerkstatt firmierte als Fa. Mertel & Dreher. Bedingt durch den wirtschaftlichen Niedergang nach dem Ersten Weltkrieg musste die Firma geschlossen werden, Mertel und Dreher fanden Aufnahme in der Salzburger Orgelbau-AG Cäcilia, die 1923 gegründet worden war. Hans Mertel schied 1928 wieder aus der Firma aus, während Max Dreher gemeinsam mit Leopold Flamm die Cäcilia am 12. Jänner 1929 übernahm. Die so entstandene Firma Dreher & Flamm, Werkstätten der Cäcilia-AG, wurde als OHG geführt, bestand bis 1953 und hatte ihren Sitz in Salzburg-Parsch, Fürbergstraße 50. Bis 1939 unterhielt die Fa. Dreher & Flamm in Augsburg, Sonnenstraße 4, einen Filialbetrieb, ab 1950 wurde ein solcher in Freilassing, Klebing 2, aufgebaut.
Am 11. März 1953 wurde die Fa. Dreher & Flamm aufgelöst und am 28. April 1954 als Fa. Dreher & Reinisch neu eingetragen. Max Reinisch, Schwiegersohn Max Drehers, war anfangs Gesellschafter der Firma, im Dezember 1957 wurde er alleiniger Inhaber der Fa. Dreher & Reinisch. Ab 1956 wurden überwiegend Orgeln mit Schleifladen gebaut.
In den ersten Jahren baute M. Dreher die Orgeln mit pneumatischer Traktur, ab 1929 jedoch in Form elektrisch gesteuerter Kegelladen. Mechanische Schleifladenorgeln wurden ab 1956 vereinzelt und ab 1963 durchwegs gebaut. Viele seiner Instrumente sind wegen technischer Unzulänglichkeiten heute nicht mehr erhalten.
Max Dreher musste sich in seinen letzten Lebensjahren wegen seiner verminderten Sehkraft immer mehr aus dem aktiven Geschäft zurückziehen. Er starb im Alter von 81 Jahren am 27. November 1967 und wurde auf dem Friedhof Salzburg-Aigen beigesetzt. Bis dahin waren unter seiner Ägide rund 250 Orgelwerke im In- und Ausland erbaut oder weitgehend renoviert worden.

### Auszeichnungen
- 1950 den päpstlichen Orden pro ecclesia at pontifice
- 1958 die Silberne Verdienstmedaille für Verdienste um die Salzburger Wirtschaft
- 1965 das Goldene Verdienstzeichen der Republik Österreich.[6]

## Werke
Die Tabellen führen nur einige nachgewiesene Neubauten und weitgehende Renovierungen auf.

### Mertel & Dreher (1917–1923)
| Jahr | Ort                     | Gebäude                | Bild | Manuale | Register | Bemerkungen |
| ---- | ----------------------- | ---------------------- | ---- | ------- | -------- | --- |
| 1918 | Salzburg                | Stiftskirche St. Peter |      | II/P    | 39       | Die Orgel wurde am 4. und 5. November 1918 kollaudiert. Im Zuge einer Kirchenrenovierung wurde das klingende Instrument 2019 von Mathis Orgelbau in das südliche Oratorium der Stiftskirche versetzt. → Mertel-Dreher-Orgel |
| 1919 | Hopfgarten im Brixental | Pfarrkirche            |      | II/P    | 30       | Das Instrument wurde am 30. und 31. August 1919 vom Salzburger Domorganisten Franz Sauer kollaudiert. Anschließend fand ein Orgelkonzert statt, an dem neben Franz Sauer auch Joseph Messner mitwirkte.                     |

### Cäcilia AG (1923–1929)
siehe Orgelbau Cäcilia AG

### Dreher & Flamm (1929–1953)
| Jahr | Ort                         | Gebäude                                 | Bild | Manuale    | Register | Bemerkungen |
| ---- | --------------------------- | --------------------------------------- | ---- | ---------- | -------- | --- |
| 1929 | Mariazell                   | Basilika von Mariazell                  |      | III/P      | 58       | Umbau und Erweiterung der Swoboda-Orgel, auf 4 Werke (incl. Fernwerk), mit 2 Spieltischen Neubau durch Mathis, 2003 → Artikel: Orgeln                                                                           |
| 1930 | München                     | St. Gabriel                             |      | III/P      | 42+8     | Neubau mit 8 Registern im Fernwerk. Die Orgel wurde 1970 durch einen Neubau der Firma Walcker ersetzt. Dabei wurde ein Großteil des Pfeifenmaterials und der Prospekt in veränderter Form wiederverwendet.      |
| 1930 | Klosterneuburg              | Stiftskirche Klosterneuburg             |      | II/P       | 36       | Chororgel im historischen Prospekt, elektropneumatische Traktur, nicht erhalten, seit 2005 Orgel von Orgelbau Kuhn                                                                                              |
| 1931 | Engelsberg                  | St. Andreas                             |      | II/P       | 19       | Umbau/Erweiterung der Orgel von Jakob Müller 2. Manual als Fernwerk hinterm Hochaltar. 1972 von Ludwig Wastlhuber ersetzt.                                                                                      |
| 1931 | Wiener Neustadt             | Stift Neukloster                        |      | III/P      | 40       | Max Dreher zerstörte dabei die historische Orgel aus dem Jahre 1737 von Johann Michael Blaschewitz (auch: Blaszewitz). Sie wurde 1985 durch Helmut Allgäuer rekonstruiert.                                      |
| 1931 | Erdberg (Wien)              | Pfarrkirche zu den hl. Peter und Paul   |      | II/P       | 23       | „… erste rein elektrische Kirchenorgel Wiens“. |
| 1931 | Brixen                      | Dom                                     |      | III/P      | 60       | Unter Verwendung des alten Pfeifenbestandes. 1980 durch Orgelbau Pirchner ersetzt. → Artikel: Hauptorgel |
| 1931 | St. Florian bei Linz        | Stiftskirche (Brucknerorgel)            |      | IV/P       | 91       | In Kooperation mit Gebrüder Mauracher; Ausstattung der Brucknerorgel mit elektrischem Spieltisch und Umgestaltung der gesamten Anlage mit elektrischer Traktur; Anschluss der Chororgeln an den Hauptspieltisch |
| 1932 | Salzburg                    | Borromäum                               |      | III/P      | 37       | Drittes Manual als Chororgel in Altarnähe (in den 1980er-Jahren abgeräumt). 2019 von Orgelbau Linder als zweimanualige Orgel restauriert.                                                                       |
| 1932 | Neulerchenfeld              | Pfarrkirche Mariä-Geburt                |      | III/P      |          | elektrische Traktur, Haupt- und Chororgel, 2 Spieltische |
| 1932 | Ebreichsdorf                | Pfarrkirche Ebreichsdorf                |      | II/P       | 12       | elektrische Traktur im historischen Gehäuse |
| 1932 | Hainburg an der Donau       | Pfarrkirche Hainburg an der Donau       |      | III/P      | 33       | elektrische Traktur, jedoch wieder rückgebaut auf mechan. Schleiflade |
| 1932 | Riffian                     | Pfarrkirche Riffian                     |      | II/P       | 21       | 2. Manual hinter dem Altar |
| 1933 | Wengen (Südtirol)           | St. Genesius                            |      | II/P       | 28       | |
| 1933 | Wien                        | Gersthofer Pfarrkirche                  |      | II/P       |          | seit 1999 wegen technischer Mängel stillgelegt |
| 1934 | Gabelbach                   | St. Martin                              |      |            |          | Hauptwerksschleiflade mit Barkerhebeln pneumatisiert. → Orgel |
| 1934 | München                     | Klosterkirche St. Anna                  |      |            | 30       | 1944 durch Kriegseinwirkung zerstört, 1968 Neubau Schuster, 1999 Neubau Mathis. |
| 1935 | Hardegg                     | Pfarrkirche                             |      | II/P       | 15       | 2016–18 renoviert, dabei gebrauchter Spieltisch von Rieger (Jägerndorf) aus der Slowakei eingebaut |
| 1935 | Enneberg                    | Pfarrkirche St. Vigil                   |      | II/P       | 16       | |
| 1935 | Laa an der Thaya            | Pfarrkirche Laa an der Thaya            |      | II/P       | 25       | nicht erhalten, seit 1979 neue Orgel von Bruno Riedl |
| 1935 | Markt Piesting              | Pfarrkirche Piesting                    |      | II/P       | 16       | [ 18 ] |
| 1936 | Luttach                     | Pfarrkirche St. Sebastian               |      | I/P        | 7        | |
| 1935 | Obertrum                    | Pfarrkirche Obertrum am See             |      | II/P       | 25       | |
| 1936 | Rein in Taufers             | St. Wolfgang                            |      | II/P       | 10       | |
| 1937 | Halbturn                    | Pfarrkirche Halbturn                    |      | II/P       | 22       | |
| 1937 | St. Martin am Tennengebirge | Pfarrkirche St. Martin am Tennengebirge |      | II/P       |          | |
| 1939 | Abtenau                     | Pfarrkirche Abtenau                     |      | II/P       | 19       | Disposition |
| 1937 | Kleinarl                    | Pfarrkirche Kleinarl                    |      |            |          | |
| 1938 | Niederalm                   | Pfarrkirche Niederalm                   |      |            |          | 1963 durch Neubau von Fritz Mertel ersetzt; dieses 2020 durch gebrauchtes Instrument der Fa. Steinmeyer ersetzt.                                                                                                |
| 1938 | Salzburg                    | Haus für Mozart                         |      | I/P        | 18       | Elektrische Kegelladen; restauriert von Wolfgang Bodem → Orgel |
| 1939 | Bergheim                    | Basilika Maria Plain                    |      | II/P       | 22       | Umbau mit elektropneumatischer Traktur, Disposition von Joseph Messner, 1998 durch einen Neubau von Georg Westenfelder ersetzt.                                                                                 |
| 1940 | Graz                        | Grazer Dom (Hauptorgel)                 |      | IV/P (III) | 86 (66)  | Erweiterung der Orgel von Konrad Hopferwieser (1909). Zu ihrer Zeit die drittgrößte Orgel Österreichs, bestehend aus Hauptorgel (Westempore) und Chororgel im Seitenschiff. 1975 abgetragen.                    |
| 1940 | Graz                        | Grazer Dom (Chororgel)                  |      | II/P       | 20       | Erweiterung der Chororgel von Hopferwieser, Anschluss an die Hauptorgel (viertes Manual). Ebenso 1975 abgetragen.                                                                                               |
| 1941 | St. Stefan ob Stainz        | Pfarrkirche                             |      | II/P       | 20       | Neubau mit zwei Prospekthälften in den Seitenschiffen. |
| 1941 | Feldbach                    | Pfarrkirche Feldbach                    |      | III/P      | 34       | nicht erhalten, seit 2012 Orgel von Mathis Orgelbau |
| 1941 | Kitzbühel                   | Stadtpfarrkirche Kitzbühel              |      | II/P       | 31       | historisches Gehäuse aus 1668 von Benedikt Faistenberger |
| 1942 | Krieglach                   | Pfarrkirche Krieglach                   |      | II/P       | 21       | |
| 1949 | Faistenau                   | Pfarrkirche Faistenau                   |      | II/P       | 12       | 2017 abgetragen, wurde 2018 durch ein Instrument von Linder ersetzt. → Artikel: Orgel |
| 1949 | Neumarkt am Wallersee       | Pfarrkirche Neumarkt am Wallersee       |      | II/P       | 22       | |
| 1950 | Bischofshofen               | Missionshaus St. Rupert                 |      | III/P      | 32       | |
| 1950 | Kindberg                    | Pfarrkirche Kindberg                    |      | III/P      | 34       | |
| 1951 | Kufstein                    | Pfarrkirche Kufstein                    |      | II/P       | 32       | nicht erhalten; seit 1976 Orgel von Reinisch-Pirchner |
| 1951 | Hermagor                    | Schneerosenkirche                       |      | II/P       |          | |

### Dreher & Reinisch (ab 1954)
| Jahr    | Ort                  | Gebäude                           | Bild | Manuale    | Register | Bemerkungen |
| ------- | -------------------- | --------------------------------- | ---- | ---------- | -------- | --- |
| 1951    | Mariapfarr           | Wallfahrtsbasilika Mariapfarr     |      | II/P       | 25       | erhalten |
| 1951/63 | Gratwein-Straßengel  | Stiftskirche Rein                 |      | II/P       | 35       | In mehreren Etappen erbaut. Im Jahr 2010 wurde das Orgelwerk bis auf das Manualwerk im barocken Originalgehäuse abgetragen. |
| 1953    | Klagenfurt           | Konzerthaus, Großer Saal          |      | IV/P       | 63       | 2013 wurde die Orgel abgeräumt und ihre Pfeifen im Dachboden eingelagert.                                                   |
| 1954    | Fürstenfeld          | Pfarrkirche Fürstenfeld           |      | II/P       | 29       | nicht erhalten, seit 2008 Orgel von Thomas Jann Orgelbau                                                                    |
| 1956    | Knittelfeld          | Stadtpfarrkirche                  |      | II/P       | 27       | |
| 1956    | Graz                 | Münzgrabenkirche                  |      | III/P      | 42       | |
| 1956    | Salzburg             | Pfarrkirche Maxglan               |      | III/P      | 43       | Das dritte Manual ist Fernwerk und zugleich Chororgel                                                                       |
| 1957    | Bad Waltersdorf      | Pfarrkirche Bad Waltersdorf       |      | II/P       | 19       | |
| 1957    | Eisenerz             | Pfarrkirche St. Oswald (Eisenerz) |      | II/P       | 27       | 1940 von Rieger/Jägerndorf erbaut, 1957 von Dreher & Reinisch erweitert                                                     |
| 1959    | Radstadt             | Pfarrkirche Radstadt              |      | II/P       | 26       | nicht erhalten, seit 2005 Orgel von Westenfelder Orgelbau                                                                   |
| 1959    | Marz                 | Pfarrkirche Marz                  |      | II/P       | 14       | |
| 1960    | Vorau                | Stift Vorau                       |      | III/P      | 53       | nicht erhalten, seit 2013 Orgel von Orgelbau Pirchner                                                                       |
| 1960    | Wien                 | Theresianum Wien                  |      | II/P       | 24       | |
| 1961    | Mühlbachl            | Maria Waldrast                    |      | I/P        | 10       | |
| 1962    | Wien                 | Antonskirche (Wien)               |      | III/P      | 52       | |
| 1963    | Hallein              | Pfarrkirche Hallein               |      | II/P       | 30       | nicht erhalten, seit 2018 Neubau durch Rieger Orgelbau, siehe: Gruber Orgel → , aufgerufen am 9. Mai 2017.                  |
| 1964    | Bad Goisern          | Pfarrkirche Bad Goisern           |      | II/P       | 16       | |
| 1964    | Gmunden              | Pfarrkirche Gmunden               |      | II/P       | 24       | |
| 1966    | Liezen               | Stadtpfarrkirche                  |      | III/P (IV) | 52       | Disposition und nähere Informationen                                                                                        |
| 1966    | Pinkafeld            | Katholische Pfarrkirche Pinkafeld |      | II/P       | 21       | nicht erhalten, seit 2022 neue Orgel von Hermann Eule Orgelbau Bautzen im historischen Gehäuse aus 1790                     |
| 1968    | Bergheim (Flachgau)  | Pfarrkirche Bergheim              |      | II/P       | 18       | nicht erhalten, Gehäuse aus 1859 von J. N. Mauracher; seit 2017 Orgel von Johannes Klais Orgelbau                           |
| 1972    | Mattsee              | Stiftskirche Mattsee              |      | II/P       | 18       | historisches Gehäuse aus 1710 von Johann Christoph Egedacher                                                                |
| 1972    | Altenmarkt im Pongau | Pfarrkirche Altenmarkt im Pongau  |      | II/P       | 24       | |
| 1972    | Thiersee             | Pfarrkirche Vorderthiersee        |      | II/P       | 21       | |
| 1981    | Hof bei Salzburg     | Pfarrkirche                       |      | II/P       | 15       | 2009 wurde sie von Orgelbau Roland Hitsch gereinigt und instand gesetzt.                                                    |